# Edwin de Roy van Zuydewijn
Edwin Karel Willem de Roy van Zuydewijn (Amsterdam, 19 juni 1966) is een Nederlands ondernemer. Hij kreeg bekendheid door zijn huwelijk met en scheiding van prinses Margarita de Bourbon de Parme, de oudste dochter van prinses Irene en prins Carlos Hugo van Bourbon-Parma.

## Kinderjaren
De Roy van Zuydewijn, lid van de familie De Roy, werd geboren aan de Keizersgracht in Amsterdam, als vijfde kind en eerste zoon van de advocaat Leo de Roy van Zuydewijn, uit een niet-geadelde tak van het Nederlands patriciërsgeslacht De Roy van Zuydewijn, en Wijnande Eleonore van Gulden. Zijn ouders scheidden twee jaar na zijn geboorte; zijn vader overleed toen De Roy van Zuydewijn twaalf jaar oud was.

## Opleiding en carrière
De Roy van Zuydewijn volgde het Amsterdams Lyceum, ging naar het internaat Louisa State in Baarn,  dat van oorsprong was opgericht door de vrijmetselarij, en studeerde daarna in Leiden aan de Webster University, en verder aan de Universiteit van Californië - Los Angeles (VS). Eerder had hij eveneens enige tijd aan de Universiteit van Amsterdam gestudeerd en was hij lid van het Dispuutgezelschap S.I.R.I.U.S. van het Amsterdamsch Studenten Corps (A.S.C./A.V.S.V.). In 1997 behaalde hij een DPhil-graad (PhD) bij het Oriel College van de Universiteit van Oxford, op een proefschrift over politieke aspecten van wapenleveranties uit de Bondsrepubliek Duitsland aan het Midden-Oosten.

In 1998 werkte hij vier maanden als directeur-Benelux voor het in Londen gevestigde bedrijf Eligo Public Relations International.

## Huwelijk met prinses Margarita
In 1998 maakte hij kennis met prinses Margarita. Het paar trad op 19 juni 2001 te Amsterdam in het huwelijk. Het kerkelijk huwelijk werd in september van dat jaar gesloten te Auch (Frankrijk) door mgr. Philippe Bär, bisschop emeritus van Rotterdam.
De Roy van Zuydewijn nam op 28 mei 2001 de beleggingsfirma Leba BV over van F. van Lanschot Bankiers, en doopte het bedrijf om tot Fincentives, een bedrijf dat financiële software ontwikkelde. Fincentives, gevestigd aan de Amsterdamse Silodam, was geen succes. Met steun van zijn vrouw beschuldigde De Roy van Zuydewijn in 2003 de Koninklijke familie ervan hem te hebben afgeluisterd en zijn bedrijf te hebben gedwarsboomd. De zaak escaleerde toen de echtelieden in maart 2003 in het blad HP/De Tijd uit de doeken deden wat hen door het koningshuis zou zijn aangedaan. In dat jaar (2003) werd bekend dat de toenmalig directeur van het Kabinet der Koningin Felix Rhodius de Algemene Inlichtingen- en Veiligheidsdienst (AIVD) opdracht had gegeven de gangen van De Roy van Zuydewijn na te gaan. Dit werd toegegeven door premier Jan Peter Balkenende.

## Scheiding
In zijn zaak tegen de overheid nam De Roy van Zuydewijn een advocatenkantoor in de arm. Het contact verliep niet soepel en op 24 juni 2003 maakten de advocaten Peter Nicolaï en Jurjen Pen bekend dat zij De Roy van Zuydewijn niet langer vertegenwoordigden. Korte tijd later brak ook zijn vrouw Margarita met het advocatenteam. Het paar werd vervolgens korte tijd vertegenwoordigd door Britta Böhler en Victor Koppe. Op 13 augustus 2004 maakte Margarita's advocaat Germ Kemper bekend dat zij en De Roy van Zuydewijn gingen scheiden, dit tegen de zin van De Roy van Zuydewijn. Eerder die dag werd bekend dat persoonlijke papieren van Margarita uit haar auto waren gestolen; vermoed wordt dat hier ook de scheidingspapieren bij zaten.
Op 8 november 2006 werd de echtscheiding formeel uitgesproken. Op diezelfde dag gaf de moeder van Edwin de Roy van Zuydewijn, Eleonore van Gulden, een uitgebreid televisieinterview aan de actualiteitenbriek EénVandaag.

### Alimentatie
In 2020 spande De Roy van Zuydewijn opnieuw een rechtszaak aan tegen Margarita ter verkrijging van alimentatie. Hij stelde dat de prinses nu wel in staat was het eerder toegewezen bedrag van 5500 euro per maand te betalen.

## Interview bij Barend en Van Dorp
In het televisieprogramma Barend en Van Dorp op 11 maart 2005 verklaarde De Roy van Zuydewijn dat hij een brief van Margarita's advocaat had ontvangen waarin werd medegedeeld dat de echtscheidingsprocedure was stopgezet. Een dag later liet de advocaat van Margarita weten dat het om uitstel van de procedure ging, maar dat de echtscheiding doorging. Verder liet De Roy van Zuydewijn zich negatief uit over de rol van prins Bernhard in de zaak, naar zijn zeggen vanwege de angst over een cliënt van zijn vader, waardoor Bernhard zich bedreigd voelde. Hij liet tevens belastende documenten zien die moesten aantonen dat Bernhard 'fout' was tijdens de oorlog.

## Vrijuit na aanklacht schending ambtsgeheim
Op 8 september 2006 publiceerde het blad Propria Cures een stuk van de hand van De Roy van Zuydewijn. Daarin beweert hij dat de Greet Hofmans-affaire een afleidingsmanoeuvre was van Prins Bernhard. Die zou de affaire in scène hebben gezet om te voorkomen dat een schandaal zou losbarsten over brieven die hij in 1942 zou hebben geschreven aan Adolf Hitler en Heinrich Himmler (onder andere de Stadhoudersbrief). Twee daarvan zouden mede ondertekend zijn door zijn vrouw, koningin Juliana. In het stuk noemt De Roy van Zuydewijn prins Bernhard "onze grootste landverrader ooit".
Volgens zijn advocaat mr Gabriel Meijers wilde de politie De Roy van Zuydewijn ondervragen over een aangifte tegen hem wegens schending van een ambtsgeheim in relatie tot illegale openbaarmaking van documenten. In een interview met EénVandaag verklaarde De Roy van Zuydewijn dit heel vreemd te vinden, omdat hij nooit een ambt binnen het Rijk heeft bekleed. De Rijksvoorlichtingsdienst liet op 9 september weten dat zij noch de Nederlandse staat aangifte had gedaan. Volgens Advocatie.nl werd de aangifte door Margarita gedaan. In 2011 haalden het OM en Margarita bakzeil; De Roy van Zuydewijn werd in het gelijk gesteld en zijn advocaat werd een schadevergoeding van € 12.000, - toegekend.

## Vrijspraak in Klimop-zaak
Op 12 december 2012 kwam ook Edwin de Roy van Zuydewijn voor de rechter inzake een fraudebedrag van 238.000 gulden aangaande fraude bij Bouwfonds. Op 13 augustus 2013 kreeg hij bij verstek een taakstraf van 100 uur. In hoger beroep werd De Roy van Zuydewijn in het geheel vrijgesproken.

## Ombudsman
Op 1 april 2009 maakte De Nationale Ombudsman bekend een onderzoek te starten naar mogelijk machtsmisbruik en ongeoorloofde bemoeienis met het privéleven van De Roy van Zuydewijn door het Kabinet der Koningin en het Ministerie van Algemene Zaken. De Roy van Zuydewijn stelde dat zijn zakelijke, sociale en huwelijkse leven verwoest was en dat dit kwam door tegenwerkingen vanuit de overheid. De ombudsman zei voldoende aanknopingspunten te hebben om de klacht van De Roy van Zuydewijn in behandeling te nemen. De Roy van Zuydewijn zei in EénVandaag dat hij sedert 2002 geen werk meer had kunnen vinden omdat zijn naam was aangetast en hij werd gedwarsboomd door de overheid. Hij zou sindsdien van giften leven.
Op 13 januari 2010 maakte de Ombudsman de uitslag van zijn onderzoek bekend. Volgens de Ombudsman zijn er geen aanwijzingen dat de Rijksoverheid zich heeft bemoeid met het privéleven van De Roy van Zuydewijn. De vermoedens van deze bemoeienis vinden geen steun in documenten of onder ede afgelegde getuigenverklaringen, aldus Ombudsman Brenninkmeijer. Daarmee werd de klacht van De Roy als 'niet gegrond' verklaard.
In een andere zaak nam De Nationale Ombudsman het wel op voor De Roy van Zuydewijn. In april 2013 werd bekend dat het Amsterdamse Openbaar Ministerie geweigerd had een zaak tegen De Roy van Zuydewijn te seponeren ondanks een uitspraak van de rechter. De Nationale Ombudsman sprak daarom het College van Procureurs-Generaal aan. Vervolgens ondernam de zaaksofficier direct actie en werden verontschuldigingen aangeboden. Prins Carlos jr. beschuldigde De Roy van Zuydewijn ervan ‘incestverhalen’ in de openbaarheid te willen brengen over hem en zijn zuster prinses Margarita. De aangifte werd in 2007 gedaan, in juli 2011 werd De Roy Van Zuydewijn op de hoogte gesteld van de aangifte en in februari 2012 werd de zaak geseponeerd. Later werd een schadevergoeding toegekend van rond de € 16.000,-.

## Deken
Op 15 april 2013 is een tuchtklacht tegen de deken Germ Kemper, ingediend door De Roy van Zuydewijn, gedeeltelijk gegrond verklaard. Kemper had een interview met Story over de stand van de rechtspraak en advocatuur in Nederland. Aanleiding was onder meer de rechtszaak tussen De Roy van Zuydewijn en zijn ex-vrouw prinses Margarita over de vraag of zij hem alimentatie zou moeten betalen. Kemper liet zich in het interview als deken uit over deze zaak en zei dat hij van de alimentatiekwestie "toevallig" een en ander wist en dat er sprake was van "een gigantisch misverstand aan de kant van de advocaat van de klager". In het artikel stond echter niet dat Kemper naast deken óók advocaat was van prinses Margarita en daardoor dus van de alimentatiekwestie op de hoogte was. Volgens De Roy van Zuydewijn had Kemper onder meer als deken misbruik van zijn positie gemaakt, door bij te dragen aan een negatieve beeldvorming in de media over hem. Het Hof van Discipline vond het onder meer "niet passend" dat Kemper zich als deken uitliet over een zaak waarbij zijn cliënt Margarita betrokken was.

## Bernhard
In een uitzending van 'Ongehoord Nieuws' op 25 april 2024 herhaalde De Roy van Zuydewijn tal van (eerdere) klachten tegen het Koninklijk Huis en in het bijzonder tegen prins Bernhard. Daarbij kwam ook de recente vondst van de lidmaatschapskaart van de Nazi-partij van de prins ter sprake. Ook beweerde De Roy van Zuydewijn dat een uitspraak in de tv-uitzending over zijn afwezigheid bij het huwelijk van prins Willem-Alexander en Máxima hem financieel te gronde had gericht.